# 브라질의 경제
브라질은 개발도상혼합경제로서 2019년 명목 GDP 기준 전 세계 9위, 구매력 평가 기준 8위이다.

## 자료
다음의 표는 1980~2018년 주요 경제 지표를 나타낸 것이다. 58% 이하의 인플레이션은 녹색이다.
| 연도 | GDP (단위: 10억 US$ PPP) | 1인당 GDP (단위: US$ PPP) | GDP 성장 (실질) | 인플레이션율 (단위: %) | 실업 (단위: %) | 정부 부채 (단위: GDP 중 %) |
| ---- | ------------------------ | ------------------------- | --------------- | ---------------------- | -------------- | -------------------------- |
| 1980 | 567.7                    | 4,787                     | 9.2 %           | 90.2 %                 | n/a            | n/a                        |
| 1981 | 593.4                    | 4,895                     | −4.4 %          | 101.7 %                | n/a            | n/a                        |
| 1982 | 633.9                    | 5,117                     | 0.6 %           | 100.6 %                | n/a            | n/a                        |
| 1983 | 636.5                    | 5,029                     | −3.4 %          | 135.0 %                | n/a            | n/a                        |
| 1984 | 694.1                    | 5,369                     | 5.3 %           | 192.1 %                | n/a            | n/a                        |
| 1985 | 772.9                    | 5,856                     | 7.9 %           | 226.0 %                | n/a            | n/a                        |
| 1986 | 847.0                    | 6,298                     | 7.5 %           | 147.1 %                | n/a            | n/a                        |
| 1987 | 900.9                    | 6,563                     | 3.6 %           | 228.3 %                | n/a            | n/a                        |
| 1988 | 934.9                    | 6,686                     | 0.3 %           | 629.1 %                | n/a            | n/a                        |
| 1989 | 1,002.4                  | 7,044                     | 3.2 %           | 1,430.7 %              | n/a            | n/a                        |
| 1990 | 996.1                    | 6,795                     | −4.2 %          | 2,947.7 %              | n/a            | n/a                        |
| 1991 | 1,039.9                  | 6,975                     | 1.0 %           | 432.8 %                | 10.1 %         | n/a                        |
| 1992 | 1,057.7                  | 6,979                     | −0.6 %          | 952.0 %                | 11.6 %         | n/a                        |
| 1993 | 1,136.0                  | 7,377                     | 4.9 %           | 1,927.4 %              | 11.0 %         | n/a                        |
| 1994 | 1,288.0                  | 7,850                     | 5.8 %           | 2,075.8 %              | 10.5 %         | n/a                        |
| 1995 | 1,306.6                  | 8,224                     | 4.2 %           | 66.0 %                 | 9.9 %          | n/a                        |
| 1996 | 1,359.9                  | 8,304                     | 2.2 %           | 15.8 %                 | 11.2 %         | n/a                        |
| 1997 | 1,430.2                  | 8,605                     | 3.4 %           | 6.9 %                  | 11.6 %         | n/a                        |
| 1998 | 1,450.6                  | 8,604                     | 0.3 %           | 3.2 %                  | 14.7 %         | n/a                        |
| 1999 | 1,479.7                  | 8,651                     | 0.5 %           | 4.9 %                  | 14.7 %         | n/a                        |
| 2000 | 1,579.8                  | 9,108                     | 4.4 %           | 7.0 %                  | 13.9 %         | 65.6 %                     |
| 2001 | 1,638.1                  | 9,313                     | 1.4 %           | 6.8 %                  | 12.5 %         | 70.1 %                     |
| 2002 | 1,714.0                  | 9,614                     | 3.1 %           | 8.5 %                  | 13.0 %         | 78.9 %                     |
| 2003 | 1,768.2                  | 9,789                     | 1.1 %           | 14.7 %                 | 13.7 %         | 73.9 %                     |
| 2004 | 1,921.5                  | 10,505                    | 5.8 %           | 6.6 %                  | 12.9 %         | 70.2 %                     |
| 2005 | 2,046.7                  | 11,055                    | 3.2 %           | 6.9 %                  | 11.4 %         | 68.7 %                     |
| 2006 | 2,193.0                  | 11,707                    | 4.0 %           | 4.2 %                  | 11.5 %         | 65.9 %                     |
| 2007 | 2,387.8                  | 12,605                    | 6.1 %           | 3.6 %                  | 10.9 %         | 63.8 %                     |
| 2008 | 2,558.7                  | 13,360                    | 5.1 %           | 5.7 %                  | 9.4 %          | 61.9 %                     |
| 2009 | 2,574.8                  | 13,304                    | −0.1 %          | 4.9 %                  | 9.7 %          | 65.0 %                     |
| 2010 | 2,802.8                  | 14,338                    | 7.5 %           | 5.0 %                  | 8.5 %          | 63.1 %                     |
| 2011 | 2,974.8                  | 15,070                    | 4.0 %           | 6.6 %                  | 7.8 %          | 61.2 %                     |
| 2012 | 3,088.1                  | 15,499                    | 1.9 %           | 5.4 %                  | 7.4 %          | 62.2 %                     |
| 2013 | 3,232.4                  | 16,079                    | 3.0 %           | 6.2 %                  | 7.2 %          | 60.2 %                     |
| 2014 | 3,307.2                  | 16,309                    | 0.5 %           | 6.3 %                  | 6.8 %          | 62.3 %                     |
| 2015 | 3,224.3                  | 15,769                    | −3.6 %          | 9.0 %                  | 8.3 %          | 72.6 %                     |
| 2016 | 3,152.2                  | 15,295                    | −3.5 %          | 8.7 %                  | 11.3 %         | 78.4 %                     |
| 2017 | 3,250.1                  | 15,715                    | 1.1 %           | 3.4 %                  | 12.8 %         | 84.1 %                     |
| 2018 | 3,366.4                  | 16,146                    | 1.1 %           | 3.7 %                  | 12.2 %         | 87.9 %                     |

## 농업
브라질의 농업은 근년에 와서 공업생산보다는 뒤져 있으나, 여전히 브라질 경제의 근간을 이루고 있다. 노동인구의 약 43%가 농업에 종사하나, 국민총생산에서 차지하는 비율은 15%에 불과하다. 그러나 농축산물의 수출이 외화 수입의 약 50% 이상을 차지하고 있다. 수출을 위한 농산물 중 특기할 만한 것은 커피로서, 커피의 연생산량은 약 30만t으로 세계 생산량의 3분의 1을 차지하며 양자가 모두 세계 제1위이다. 이 밖의 산물로는 쌀·옥수수·콩·오렌지·카사바·토마토·담배·설탕·낙화생·솜 등이 있다. 또 세계 유수의 축산왕국으로, 농지의 대부분은 목장이다. 목축업은 남부의 여러 주를 중심으로 이루어지는데, 아르헨티나를 능가할 만큼 중요한 산업이다.

## 공업
한편, 1930년대부터 공업화가 추진되었는데, 특히 제2차세계대전 후에 급격히 진전하였다. 그 중에서도 제조공업의 발전이 현저한데, 제철·자동차·농업기계를 중심으로 섬유·제지·화학공업 등이 왕성하며, 미국·독일 등의 기업도 진출하고 있다. 상파울루 근교는 최대의 공업지대이다. 또 브라질은 지하자원도 풍부하여, 철광석·망간·보크사이트·주석 등의 매장량이 풍부하며, 석유는 85%를 수입에 의존하고 있다.
주요 수출품은 커피·철·광석·콩이고, 주요 수입품은 기계·차량·연료·석유·금속제품·화학제품·곡류이다. 주요 수출 상대국은 미국·독일·네덜란드·러시아·아르헨티나·에스파냐의 순이며, 수입 상대국은 미국·독일·사우디아라비아·아르헨티나 등이다.

## 같이 보기
- 2014-2017 브라질 경제 위기